# Ayo
Ayo is een plaats in de regio Paradera van Aruba. Het bevindt zich ongeveer 7 km ten zuidoosten van Oranjestad.

## Overzicht
Het dorp Ayo is bekend van de Ayo-rotsformatie, een verzameling diorietrotsen in een relatief vlak landschap. De rotsen werden door de inheemse Caquetio bevolking als heilig beschouwd. In de grotten waren petrogliefen aangebracht. In het nabijgelegen Casibari bevindt zich een soortgelijke formatie in het dorp zelf. In 2021 begon een renovatieprogramma om het terrein om te vormen tot een attractie- en natuurpark.
Ten noorden van Ayo bij de oceaan bevindt zich de voormalige nederzetting Bushiribana waar in 1872 een goudmijn was gesticht. Het was de eerste goudsmelterij van Aruba. Rond 1900 verhuisden de goudmijners naar Balashi, en na de Eerste Wereldoorlog raakte de nederzetting in verval. Alleen ruïnes zijn overgebleven. Tussen Ayo en Bushiribana bevindt zich een struisvogelpark met meer dan 80 struisvogels en emoes.

## Galerij

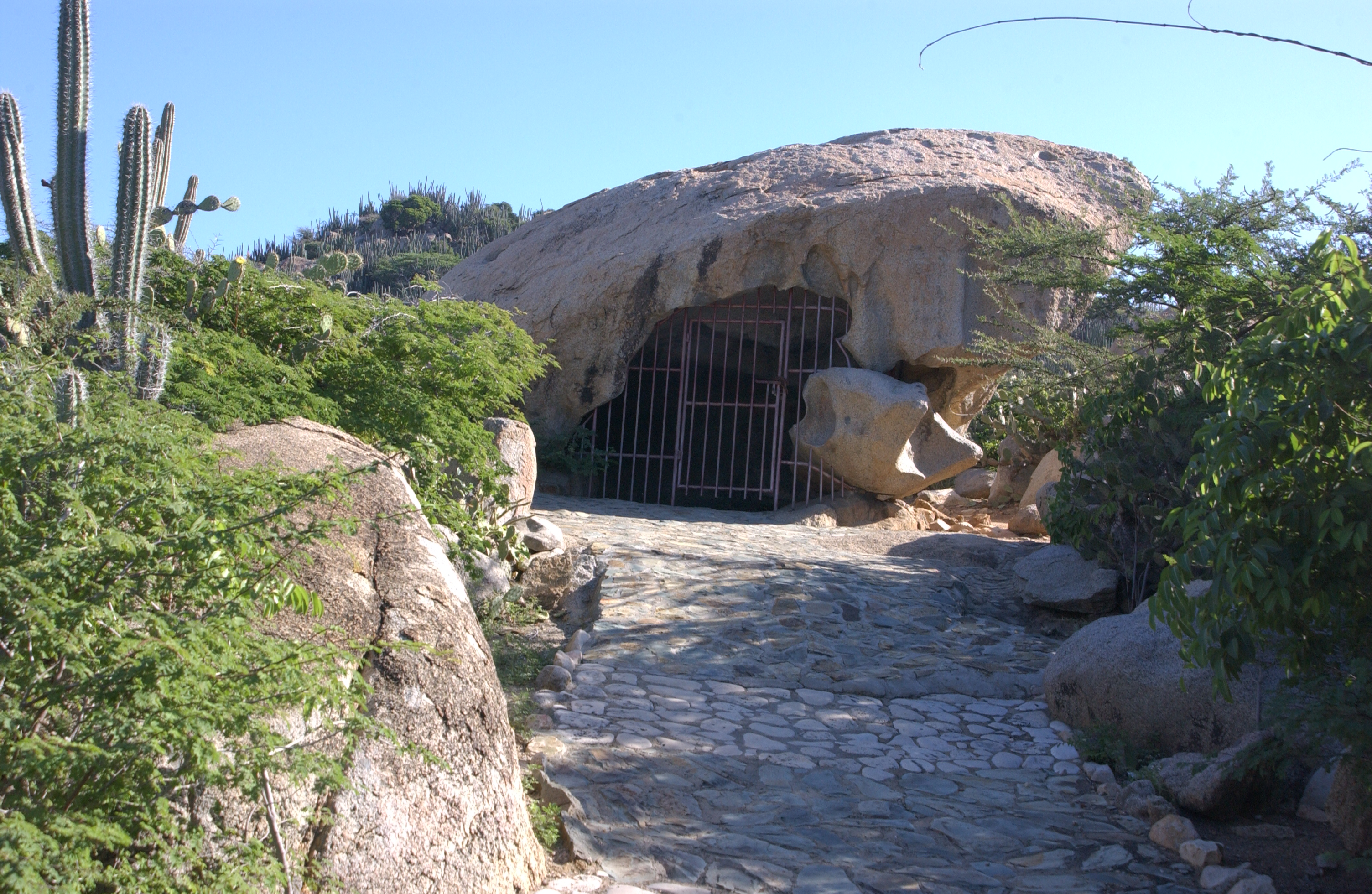
De grotten van Ayo
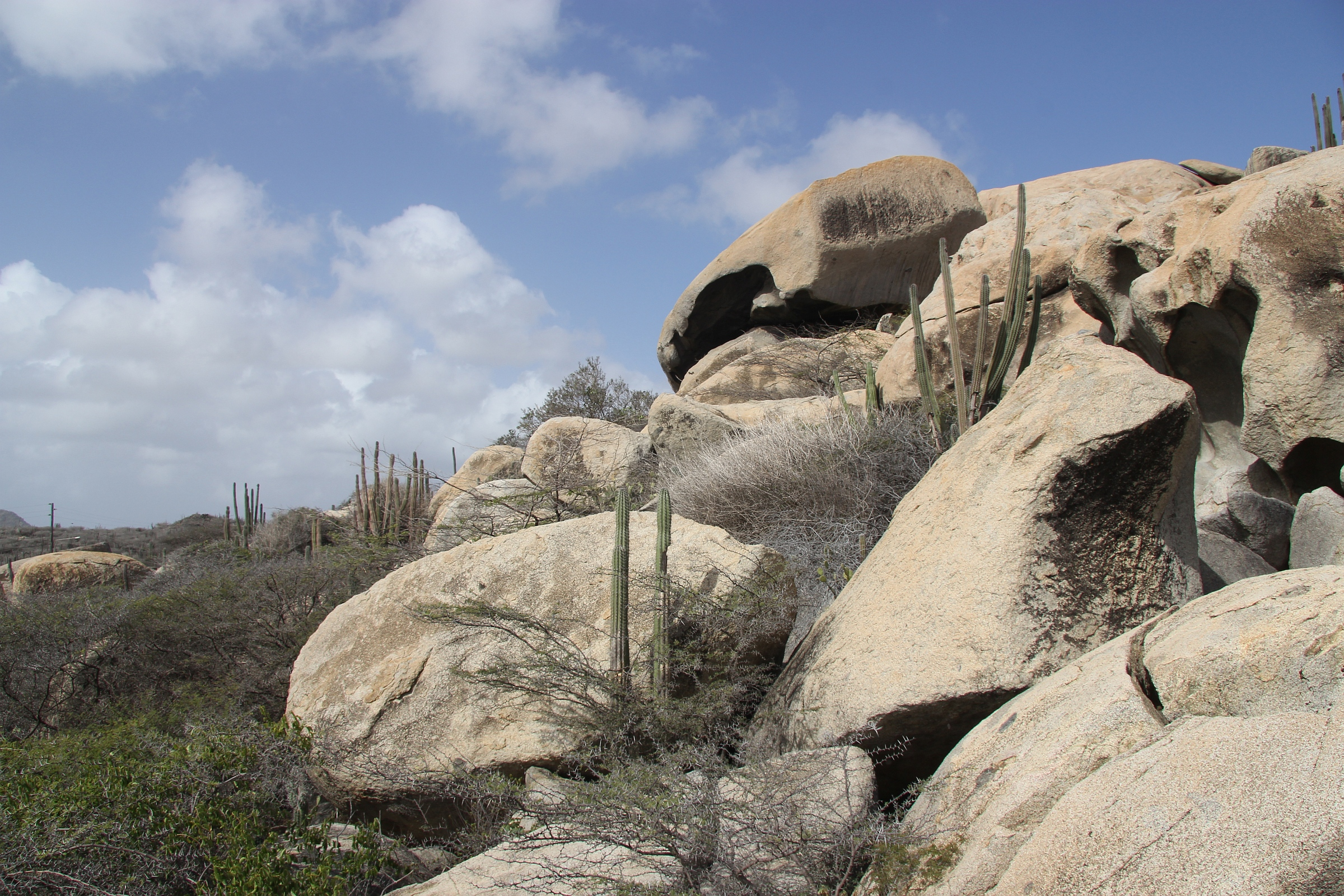
Ayo rotsformatie
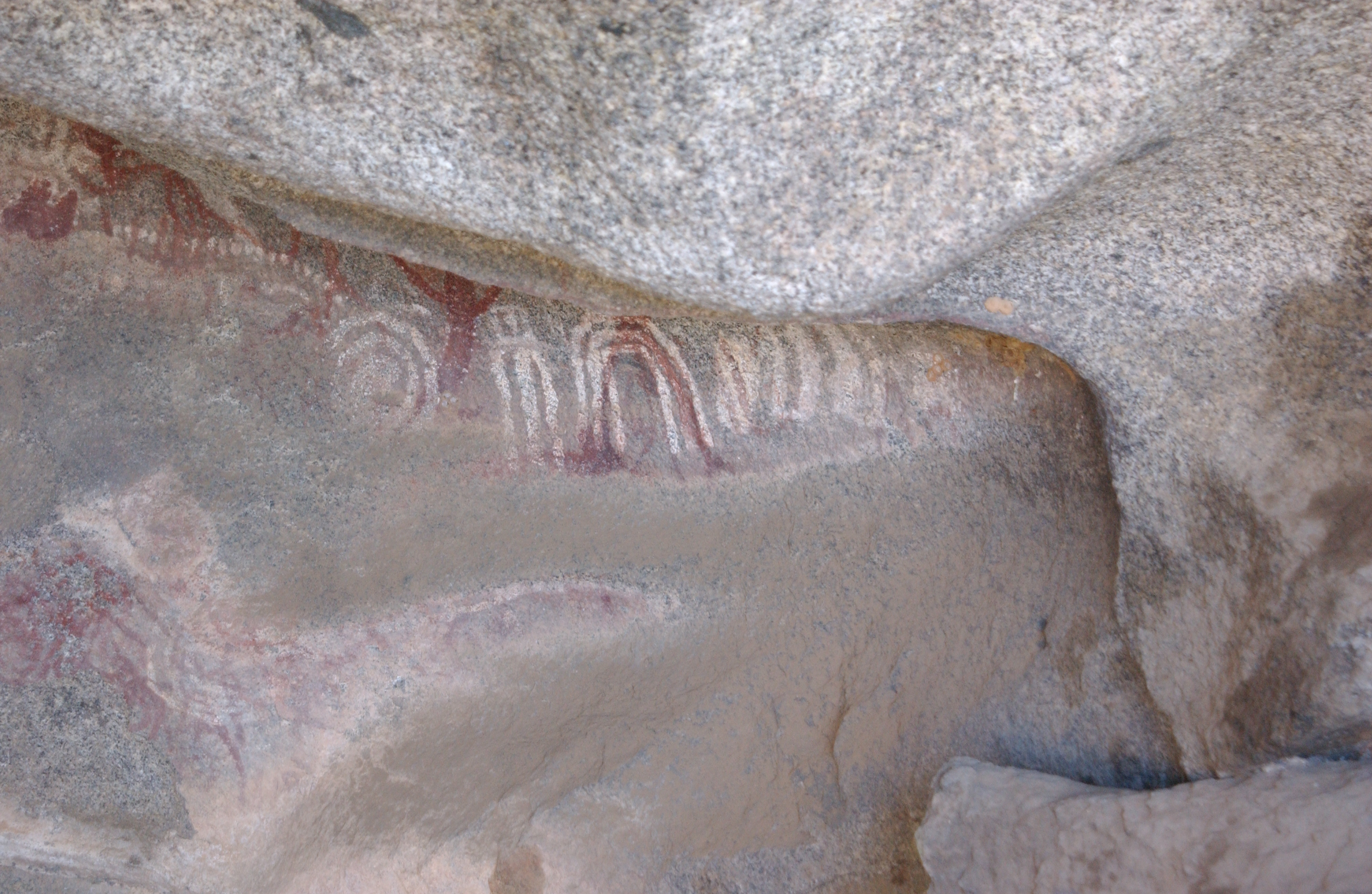
Petrogliefen in de grotten
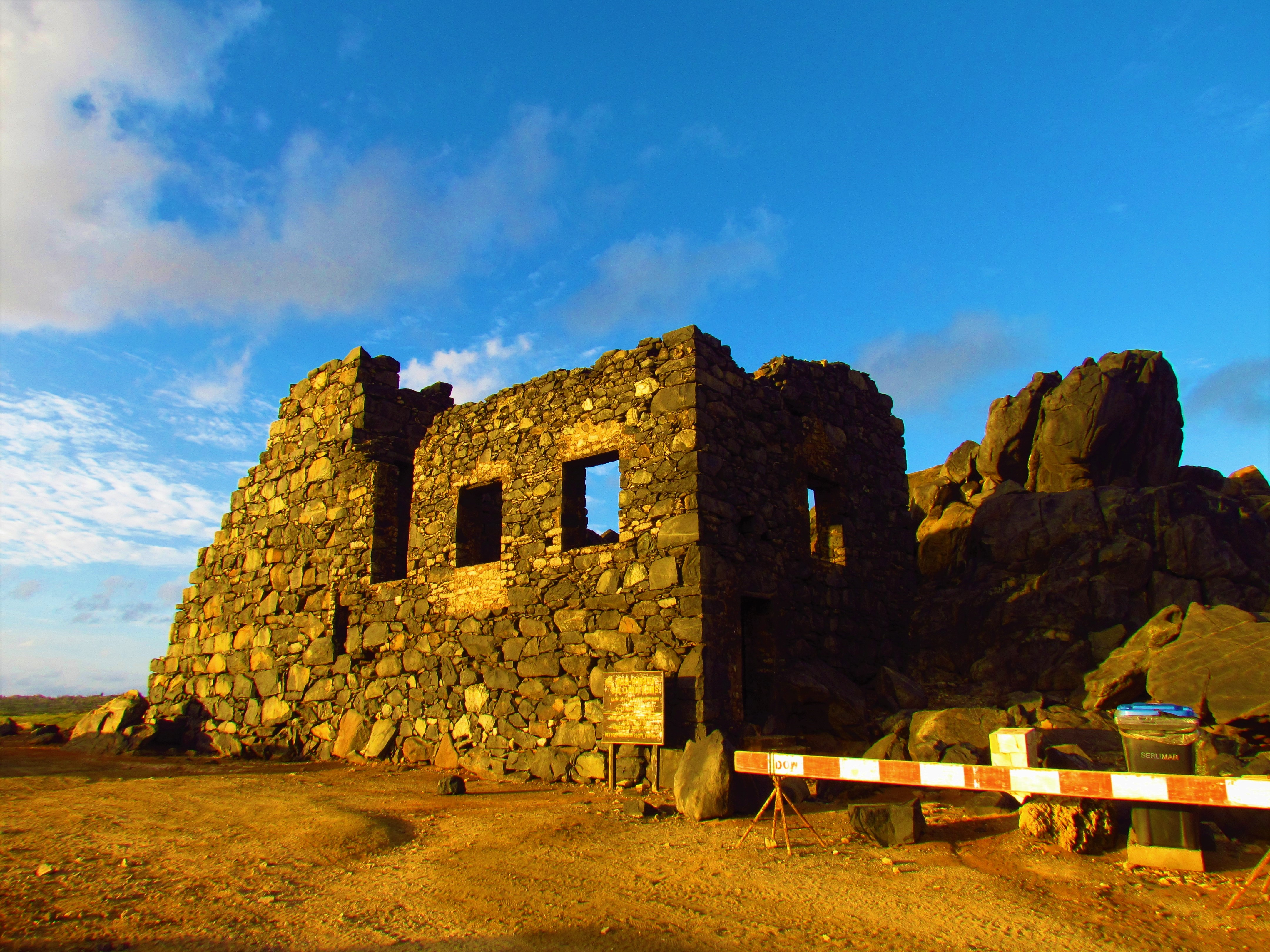
De voormalige goudsmelterij